# Konstanze von Breslau
Konstanze (polnisch Konstancja; * vor 1227; † 1257) war eine polnische Prinzessin und schlesische Fürstin. Sie entstammte dem Adelsgeschlecht der Schlesischen Piasten und heiratete in die Linie der masowischen Piasten ein.

## Leben
Konstanze war Tochter des Herzogs Heinrich II. von Schlesien († 1241) und der Přemyslidin Anna von Böhmen. 

## Ehe und Familie
Konstanze vermählte sich 1239 mit Herzog Kasimir I. von Kujawien. Aus der Ehe gingen die beiden Söhne hervor:
- Leszek II. – Seniorherzog von Polen
- Siemomysław – Herzog von Kujawien

Konstanzes ältere Schwester Gertrud von Breslau hatte sich bereits 1234 mit dem Herzog Bolesław I. von Masowien vermählt. Die Ehe blieb kinderlos.